# Наумов, Олег Георгиевич
Оле́г Гео́ргиевич Нау́мов (род. 17 декабря 1953, Оренбург) — председатель комиссии по международным делам СПС.
В 1978 году закончил историческое отделение Оренбургского государственного педагогического института, кандидат социологических наук.
Был комсомольским активистом. Участвовал в подпольной антисоветской группе, был арестован.
В декабре 1995 года неудачно баллотировался в Государственную Думу РФ.
В 1997—1999 — заместитель председателя Московской городской организации партии «Демократический выбор России» (ДВР).
19 декабря 1999 года был избран депутатом Государственной Думы РФ третьего созыва. Член координационного совета Союза правых сил.